# Steamboat Springs (Colorado)
Steamboat Springs ist eine Stadt im US-Bundesstaat Colorado.
Das U.S. Census Bureau hat bei der Volkszählung 2020 eine Einwohnerzahl von 13.224 ermittelt.

## Geographie
Die Stadt liegt am Fuße der Park Range, eines Teilgebirges der Rocky Mountains, und ist einer der populärsten Wintersportorte der Vereinigten Staaten.

## Geschichte
Die Region um das heutige Steamboat Springs war ursprünglich von den Ute-Indianern besiedelt, die in den Sommermonaten in den Tälern jagten. In den ersten Jahrzehnten des 19. Jahrhunderts siedelten die ersten Pelztierjäger (Trappers), und bald folgten die ersten Viehzüchter. Ab dem Jahr 1879 wurden die Ute-Indianer von der amerikanischen Armee gewaltsam in ein Reservat ins südliche Utah umgesiedelt.

## Sport

### Skisport
Maßgeblich beteiligt an der Entwicklung von Steamboat Springs war bereits frühzeitig der Skisport. 1913 ließ der Norweger Carl Howelsen die erste Sprungschanze bauen und förderte den so genannten „Winter-Karneval“, eine noch heute alljährliche Veranstaltung mit Skirennen und -springen, Schlittenhundfahrten und nächtlichen Lichtershows am Mount Werner und dem Howelsen Hill. Das Steamboat Springs Ski Resort, dessen Realisierung hauptsächlich Jim Temple und John Fetcher vorangetrieben hatten, wurde 1963 gegründet. 1970 folgte der Bau einer Gondelbahn zum Mount Werner. Es handelte sich dabei um die weltweit letzte in Betrieb genommene Anlage nach dem System Bell/Wallmannsberger.

### Inklusion
Die 1. Special Olympics World Winter Games wurden vom 5. bis 11. Februar 1977 in den Disziplinen Ski Alpin, Skilanglauf und Eiskunstlauf in Steamboat Springs veranstaltet: Mehr als 500 Athleten aus den USA reisten für die Spiele an.

## Partnerstädte
- Schweiz Saas-Fee, Wallis, Schweiz
- Argentinien San Martin de los Andes, Neuquén, Argentinien

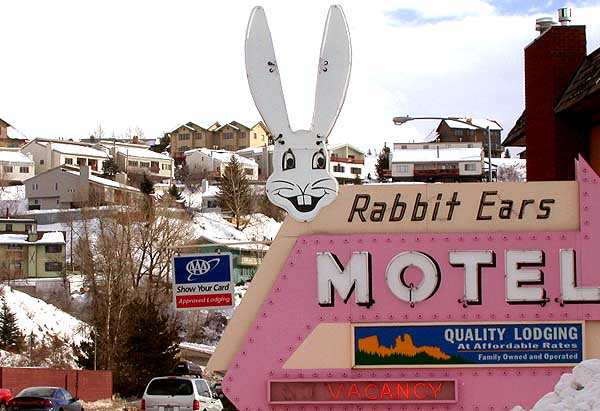
Motel
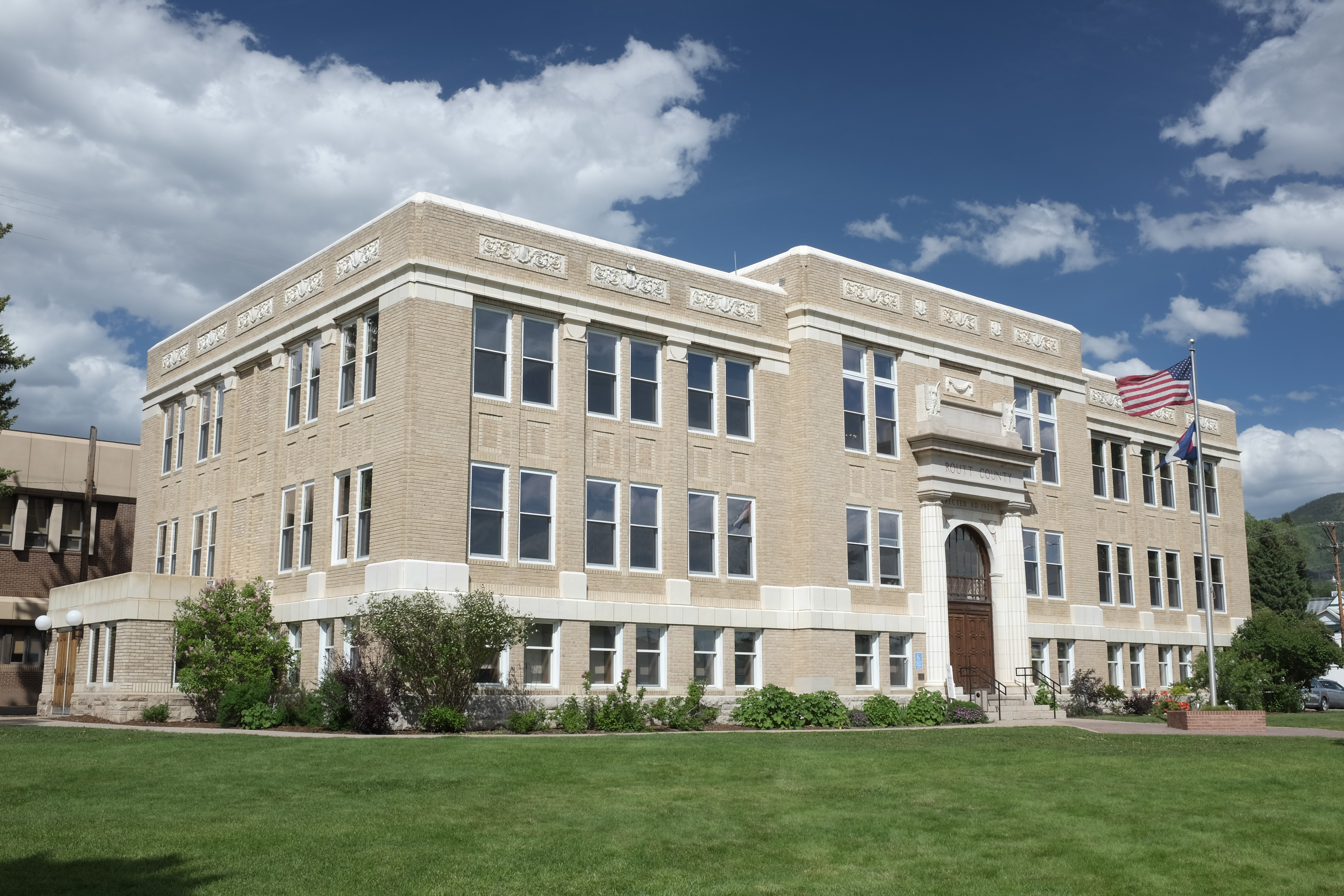
Routt County Gerichtshaus
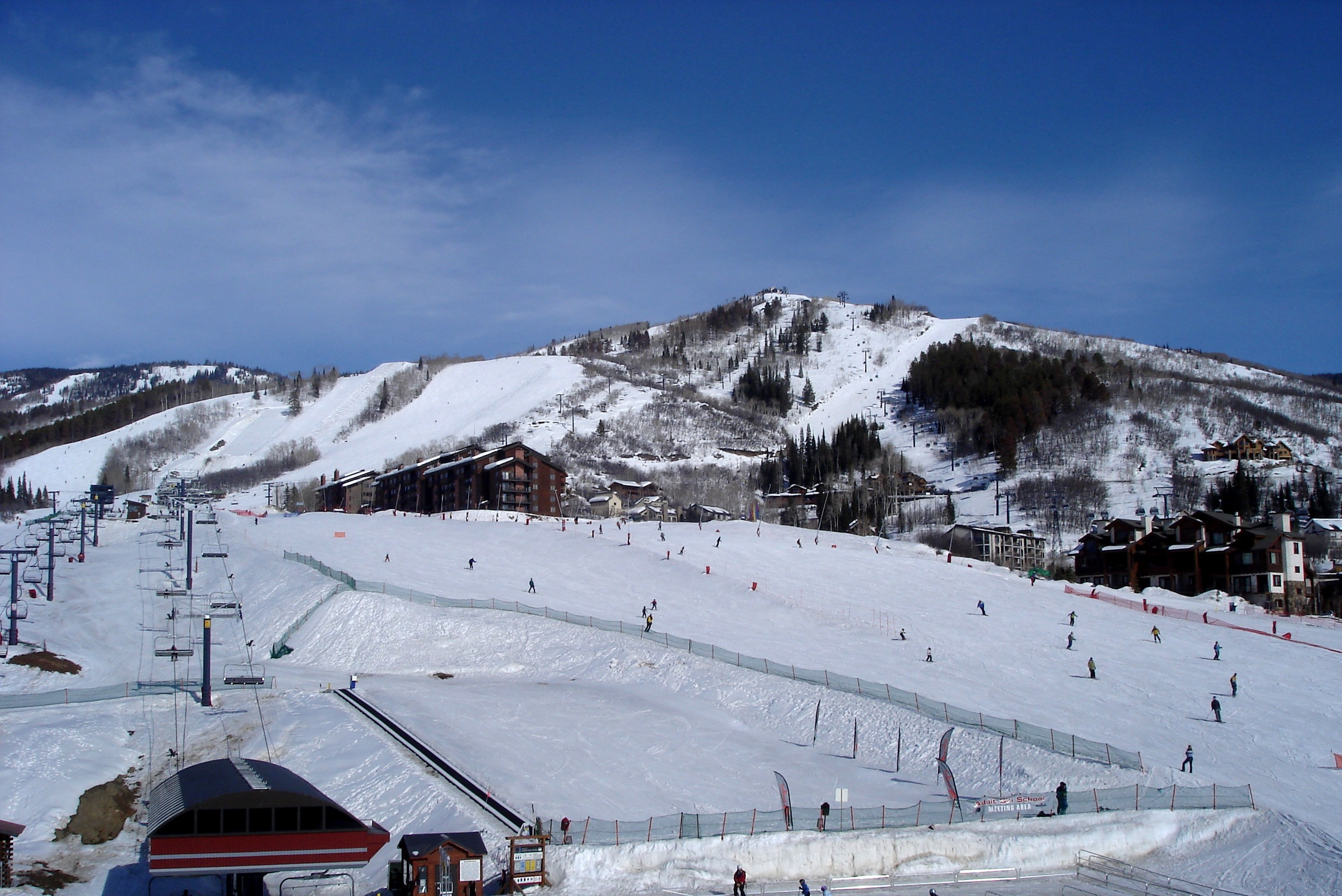
Steamboat Springs Skiresort
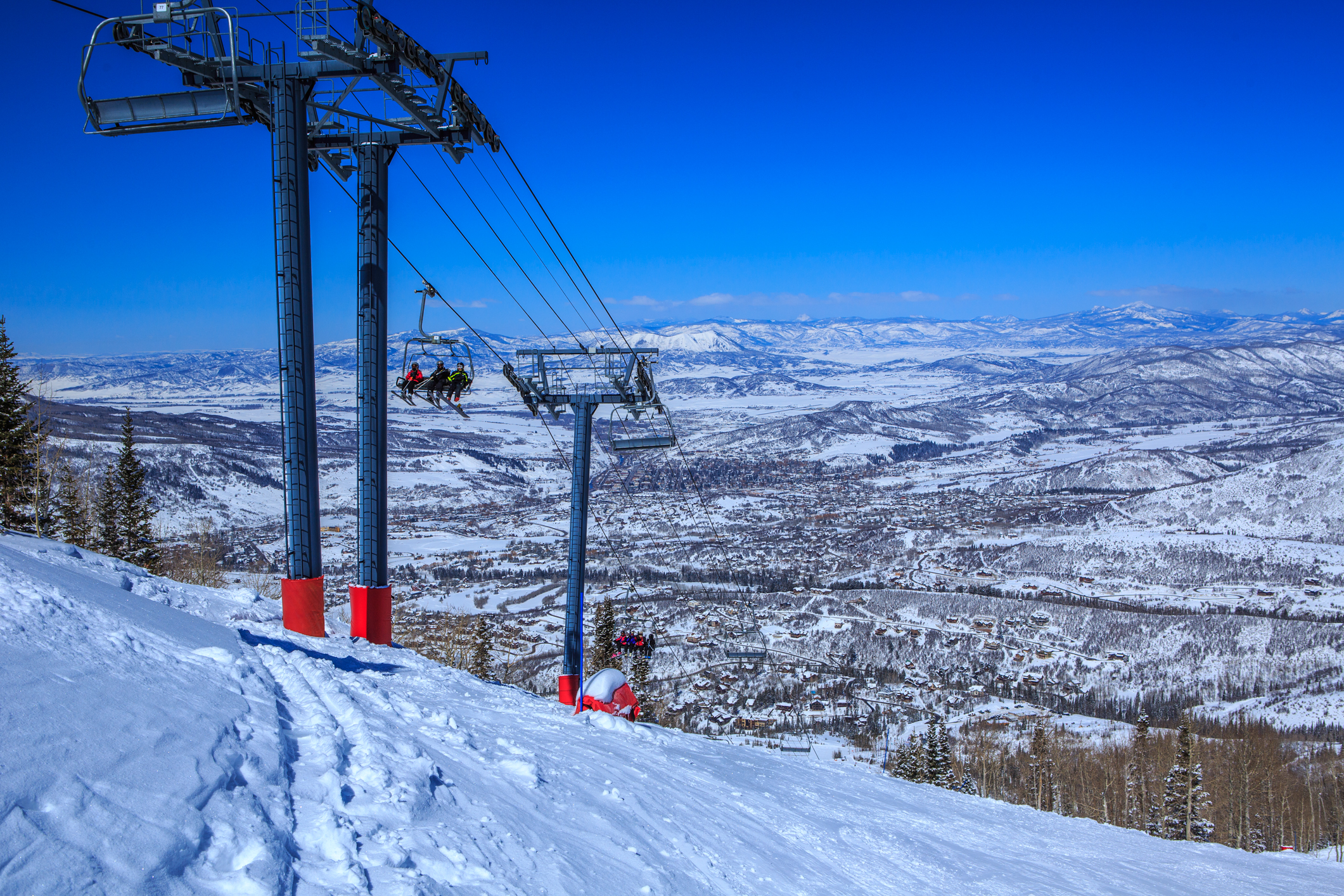
Lift im Skigebiet
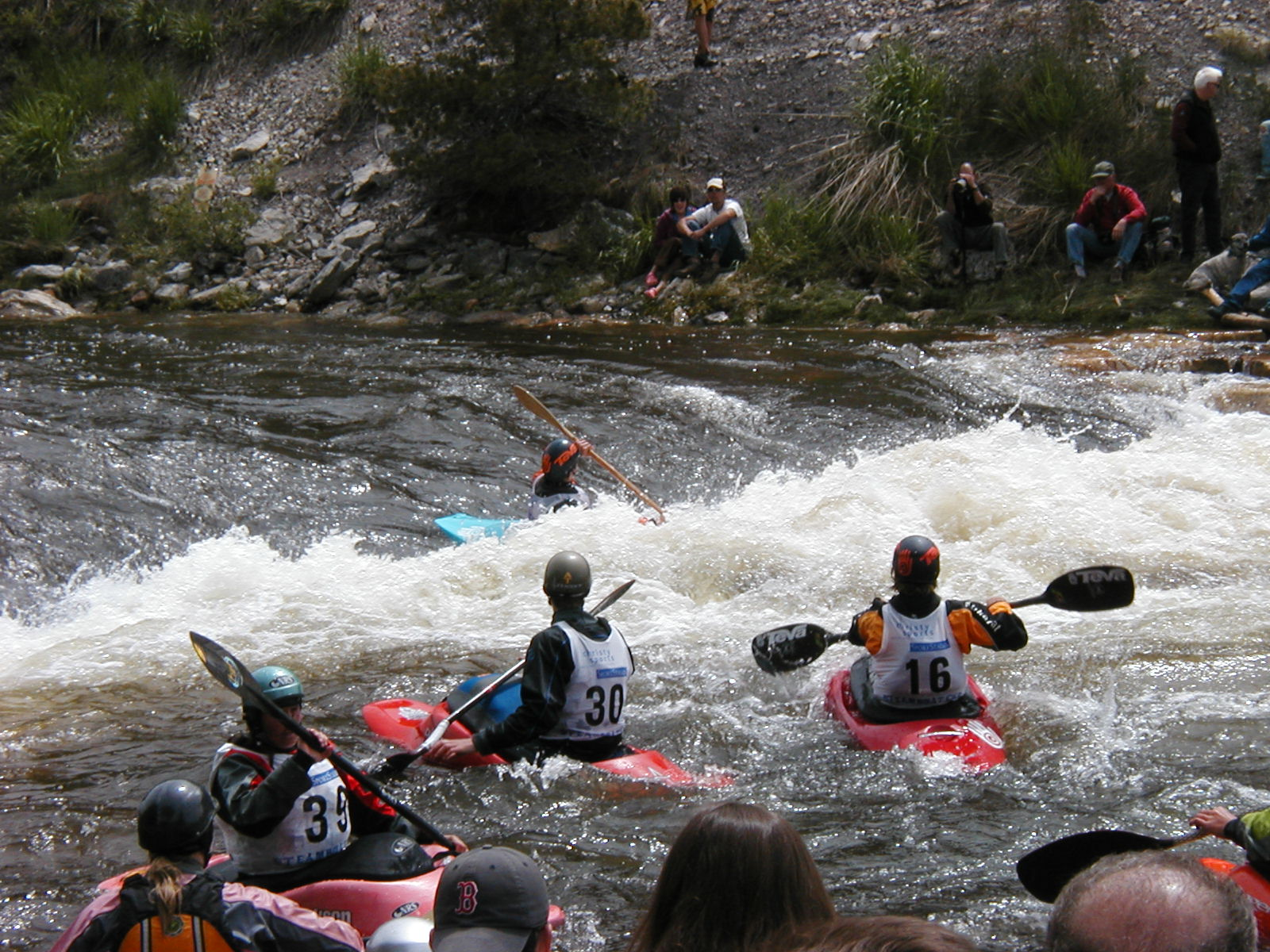
Kajakfahren am Yampa River

## Söhne und Töchter der Stadt
- Carey McWilliams (1905–1980), Journalist
- Gordon Wren (1919–1999), Skispringer, Skilangläufer, Nordischer Kombinierer und Alpiner Skirennläufer
- Gladys Werner (1933–2001), Skirennläuferin
- Buddy Werner (1936–1964), Skirennläufer
- Anne Kakela (* 1970), Ruderin
- Todd Lodwick (* 1976), Nordischer Kombinierer und Skispringer
- Randy Weber (* 1977), Skispringer
- Johnny Spillane (* 1980), Nordischer Kombinierer und Skispringer
- Thomas Schwall (* 1983), Skispringer
- Bryan Fletcher (* 1986), Nordischer Kombinierer
- Taylor Fletcher (* 1990), Nordischer Kombinierer und Skispringer
- Hig Roberts (* 1991), Skirennläufer
- Taylor Gold (* 1993), Snowboarder
- Ben Berend (* 1995), Nordischer Kombinierer
- Arielle Gold (* 1996), Snowboarderin
- Logan Sankey (* 1998), Skispringerin
- Jett Seymour (* 1998), Skirennläufer
- Decker Dean (* 2000), Skispringer
- Annika Belshaw (* 2002), Skispringerin
- Erik Belshaw (* 2004), Skispringer
- Tess Arnone (* 2003), Nordische Kombiniererin
- Alexa Brabec (* 2004), Nordische Kombiniererin